# Друйка
Друйка — річка в Білорусі у Браславському районі Вітебської області. Ліва притока річки Західної Двіни (басейн Балтійського моря).

## Опис
Довжина річки 52 км, похил річки 0,6 % , площа басейну водозбору 1050 км², середньорічний стік 6,8 м³/с. Формується притоками та безіменними струмками.

## Розташування
Бере початок із озера Дривяти на південно-східній околиці міста Браслав. Тече переважно на північний схід через озера Цно, Неспиш та Недрава і у селі Друя впадає в річку Західну Двіну.
У басейні річки існують озера: Поцех, Линок, Оплиса, Глубовщина, Янели, Костянтинове.